# L'Alba
L’Alba is een historisch motorfietsmerk.
De bedrijfsnaam was Giorgio Valeri Meccanica, Milano (1924-1926).
Dit was een Italiaanse fabriek die van 1924 tot 1926 in licentie 198 cc Alba-motorfietsen bouwde.